# Le Pétomane
Le Pétomane (que vendría a traducirse al español como el  pedómano) fue el alias artístico del humorista francés Joseph Pujol (Marsella; 1 de junio de 1857-Tolón; 8 de agosto de 1945).
Se hizo particularmente famoso por su singular habilidad para controlar sus músculos abdominales, lo que le permitía soltar gases a voluntad. De esta forma realizaba números como tocar Au clair de la lune con un flautín o apagar luces sobre el escenario.

## Biografía
Uno de los cinco hijos del matrimonio entre François, picapedrero y escultor de origen catalán, y Rose Pujol, el joven Joseph Pujol empezó a ganarse la vida como aprendiz de panadero en su Marsella natal. En 1887 decidió probar suerte montando un pequeño número en el que demostraba sus habilidades, lo que acabó llamando la atención de un empresario que lo llevó a París, donde obtuvo un éxito considerable y acabó actuando en el Moulin Rouge (1892). 
En los años sucesivos fue incorporando números a su repertorio, que incluía entre otros tocar la Marsellesa, imitar cañonazos y tormentas y acompañar la lectura de un poema sobre una granja con imitaciones de animales a base de pedos.
En 1894 fue demandado por el Moulin Rouge por haber participado en una actuación espontánea para ayudar a un amigo en apuros económicos, lo que le valió su ruptura con esa sociedad y fichaje por el Théâtre Pompadour, con el que recorrió Francia recogiendo risas a su paso.
Cuando estalló la Primera Guerra Mundial se retiró a Marsella y se hizo panadero. Nunca más volvió a subir sobre un escenario.